# 上一宮大粟神社
上一宮大粟神社（かみいちのみやおおあわじんじゃ）は、徳島県名西郡神山町の大粟山にある神社。式内大社・阿波国一宮の「天石門別八倉比売神社」の論社の1つ。旧社格は郷社。新四国曼荼羅霊場第七十三番札所。

## 祭神
- 大宜都比売命 （おおげつひめのみこと） - またの名を天石門別八倉比売命（あまのいわとわけやくらひめのみこと）あるいは大粟比売命（おおあわひめのみこと）とされる。

社伝によれば、大宜都比売神が伊勢国丹生の郷（現 三重県多気郡多気町丹生）から馬に乗って阿波国に来て、この地に粟を広めたという。

## 歴史
『延喜式神名帳』に記載される式内大社「阿波国名方郡 天石門別八倉比賣神社」の論社の一つである。天石門別八倉比賣神社は神亀5年（728年）に聖武天皇の勅願所となり、元暦2年（1185年）には正一位の神階を授けられた。平安時代には、現在の徳島市一宮町に当社の分祠として一宮神社が創建された。
明治3年（1870年）、社名を「埴生女屋神社」と改められたが、氏子の請願により、明治28年（1895年）に現在の上一宮大粟神社となった。

## 前後の札所
新四国曼荼羅霊場
72番 妙法寺 --- 73番 上一宮大粟神社 --- 74番 宝蔵寺